# Rudolf Becker
Rudolf Becker (Köningsborn, 7 de janeiro de 1923 — Püspökladany, 13 de outubro de 1944) foi um oficial alemão que serviu durante a Segunda Guerra Mundial. Foi condecorado com a Cruz de Cavaleiro da Cruz de Ferro.

## Condecorações
- Cruz de Ferro (1939)
  - 2ª classe (20 de janeiro de 1943)
  - 1ª classe (8 de março de 1943)
- Broche de Honra (7 de agosto de 1943)
- Distintivo da infantaria de assalto
- Escudo de Kuban
- Distintivo Panzer
- Distintivo de Ferido (1941)
- Insígnia de Combate Corpo a Corpo
  - em Bronze (1 de outubro de 1943)
  - em Prata (1 de novembro de 1943)
  - em Ouro (15 de fevereiro de 1944)
- Cruz Germânica (15 de fevereiro de 1943)
- Cruz de Cavaleiro da Cruz de Ferro (23 de fevereiro de 1944)

## Promoções
- 30 de maio de 1942 – Leutnant (segundo-tenente)
- 8 de dezembro de 1943 – Oberleutnant (primeiro-tenente)
- postumamente em 1944 – Hauptmann (capitão)